# Río Bresle
El río Bresle (pronunciación: [bʁɛl]) es un río de Francia que discurre por las regiones de Alta Francia y Normandía, marcando en casi todo su recorrido el límite entre estas dos regiones.
Nace en las proximidades del pueblo de Abancourt. Marcando a tramos el límite entre las dos regiones y entrando ligeramente en una de ellas en otros tramos, atraviesa o pasa junto a las localidades de Aumale, Saint-Germain-sur-Bresle, Vieux-Rouen-sur-Bresle, Hodeng-au-Bosc, Saint-Léger-sur-Bresle, Senarpont, Nesle-l'Hôpital, Blangy-sur-Bresle, Gamaches, Beauchamps, Incheville y Eu. La desembocadura tiene lugar en el canal de la Mancha, entre las localidades costeras de Le Tréport y Mers-les-Bains.
El curso del río ha sufrido algunas rectificaciones artificiales a lo largo de la historia para permitir la navegación interior, ya que en su estado natural era más sinuoso. La obra más importante fue la promovida en 1460 por Carlos de Artois, que dio lugar a un canal rectilíneo entre Eu y Le Tréport.